# Уайтчапъл
Уайтчапъл (на английски: Whitechapel) е административно-териториална единица, исторически район на Източен Лондон, Англия. Намира се на 3,4 мили (5,5 km) източно от Чаринг Крос, с граници на запад Бишъпсгейт, Фашън стрийт на север, Брейди стрийт и Кавел стрийт на изток и магистралата на юг.
За продължителен период от време това е квартал на бедни работници. Нищетата и мизерията принуждават много жени да се занимават с проституция. Това също е мястото на всеизвестните убийства, извършени от Джак Изкормвача през 80-те години на XIX век. Съвременният район е населен с хора от различен етнически произход, но предимно от Бангладеш.